# Demasiado corazón (Mink DeVille)
Demasiado corazón is een in hoofdzaak Engelstalig nummer van de Amerikaanse band Mink DeVille. Het heeft het Engelstalige Too much heart als ondertitel.
Het nummer verscheen oorspronkelijk in 1983 in de VS en Canada op single en in mei 1984 in Nederland en België, met het nummer Are you lonely tonight op de B-kant. Ook verschenen er versies met een dubbele B-kant, waar aan het al genoemde nummer nog Stand by me werd gevoegd. Verder verscheen het nummer in 1983 op twee albums, namelijk de mini-elpee Each song is a beat of my heart en het volledige album Where angels fear to tread.

## Achtergrond
Er verschenen verschillende covers van het nummer, zoals van de Belgische zangeressen  Belle Perez in 2003 en Lisa del Bo in 2008. In 2011 werd er een Nederlandse versie met de titel  Lekker bakken in de zon gezongen in de eerste aflevering van de televisieserie 't Spaanse Schaep.
Het lied gaat over een man die gebroken is en zich afvraagt waarom hij elke dag nog uit bed stapt. Zijn omgeving weet niet dat hij huilt. Het is een Engelstalig nummer waarvan het laatste couplet grotendeels in het Spaans is.
In Nederland werd de plaat regelmatig gedraaid op de landelijke radiozenders en werd een radiohit in de destijds drie landelijke hitlijsten. De plaat bereikte de 10e positie in zowel de Nederlandse Top 40 als de TROS Top 50 en de 14e positie in de Nationale Hitparade. In de Europese hitlijst, de TROS Europarade, werd géén notering behaald.
In België bereikte de plaat de 39e positie in de voorloper van de Vlaamse Ultratop 50. In de Vlaamse Radio 2 Top 30 en de Waalse hitlijst werd géén notering behaald.

## Hitnoteringen

### Nederlandse Top 40
| Hitnotering: week 16-06-1984 t/m 28-07-1984 | Hitnotering: week 16-06-1984 t/m 28-07-1984 | Hitnotering: week 16-06-1984 t/m 28-07-1984 | Hitnotering: week 16-06-1984 t/m 28-07-1984 | Hitnotering: week 16-06-1984 t/m 28-07-1984 | Hitnotering: week 16-06-1984 t/m 28-07-1984 | Hitnotering: week 16-06-1984 t/m 28-07-1984 | Hitnotering: week 16-06-1984 t/m 28-07-1984 | Hitnotering: week 16-06-1984 t/m 28-07-1984 |
| Week:                                       | 1                                           | 2                                           | 3                                           | 4                                           | 5                                           | 6                                           | 7                                           |                                             |
| ------------------------------------------- | ------------------------------------------- | ------------------------------------------- | ------------------------------------------- | ------------------------------------------- | ------------------------------------------- | ------------------------------------------- | ------------------------------------------- | ------------------------------------------- |
| Positie:                                    | 30                                          | 18                                          | 11                                          | 10                                          | 14                                          | 21                                          | 39                                          | uit                                         |

### Nationale Hitparade
| Hitnotering: 02-06-1984 t/m 28-07-1984 | Hitnotering: 02-06-1984 t/m 28-07-1984 | Hitnotering: 02-06-1984 t/m 28-07-1984 | Hitnotering: 02-06-1984 t/m 28-07-1984 | Hitnotering: 02-06-1984 t/m 28-07-1984 | Hitnotering: 02-06-1984 t/m 28-07-1984 | Hitnotering: 02-06-1984 t/m 28-07-1984 | Hitnotering: 02-06-1984 t/m 28-07-1984 | Hitnotering: 02-06-1984 t/m 28-07-1984 | Hitnotering: 02-06-1984 t/m 28-07-1984 |
| Week:                                  | 1                                      | 2                                      | 3                                      | 4                                      | 5                                      | 6                                      | 7                                      | 8                                      |                                        |
| -------------------------------------- | -------------------------------------- | -------------------------------------- | -------------------------------------- | -------------------------------------- | -------------------------------------- | -------------------------------------- | -------------------------------------- | -------------------------------------- | -------------------------------------- |
| Positie:                               | 48                                     | 34                                     | 26                                     | 17                                     | 14                                     | 17                                     | 24                                     | 47                                     | uit                                    |

### TROS Top 50
Hitnotering: 07-06-1984 t/m 26-07-1984. Hoogste notering: #10 (2 weken).

### Vlaamse Ultratop 50
| Hitnotering: 30-06-1984 t/m 30-06-1984 | Hitnotering: 30-06-1984 t/m 30-06-1984 | Hitnotering: 30-06-1984 t/m 30-06-1984 |
| Week:                                  | 1                                      |                                        |
| -------------------------------------- | -------------------------------------- | -------------------------------------- |
| Positie:                               | 39                                     | uit                                    |

### NPO Radio 2 Top 2000
| Nummer met noteringen in de NPO Radio 2 Top 2000 | '99  | '00 | '01  | '02  | '03  | '04  | '05  | '06  | '07  | '08  | '09  | '10  | '11  | '12  | '13  | '14  | '15  |
| ------------------------------------------------ | ---- | --- | ---- | ---- | ---- | ---- | ---- | ---- | ---- | ---- | ---- | ---- | ---- | ---- | ---- | ---- | ---- |
| Demasiado corazón                                | 1157 | -   | 1615 | 1138 | 1433 | 1753 | 1053 | 1061 | 1488 | 1303 | 1020 | 1104 | 1253 | 1315 | 1497 | 1564 | 1900 |

1. ↑  Een '-' betekent dat het nummer niet was genoteerd en een vetgedrukt getal geeft de hoogste notering aan.
2. ↑  Deze tabel is bijgewerkt tot en met de laatste editie (2024).